# Hochgolling

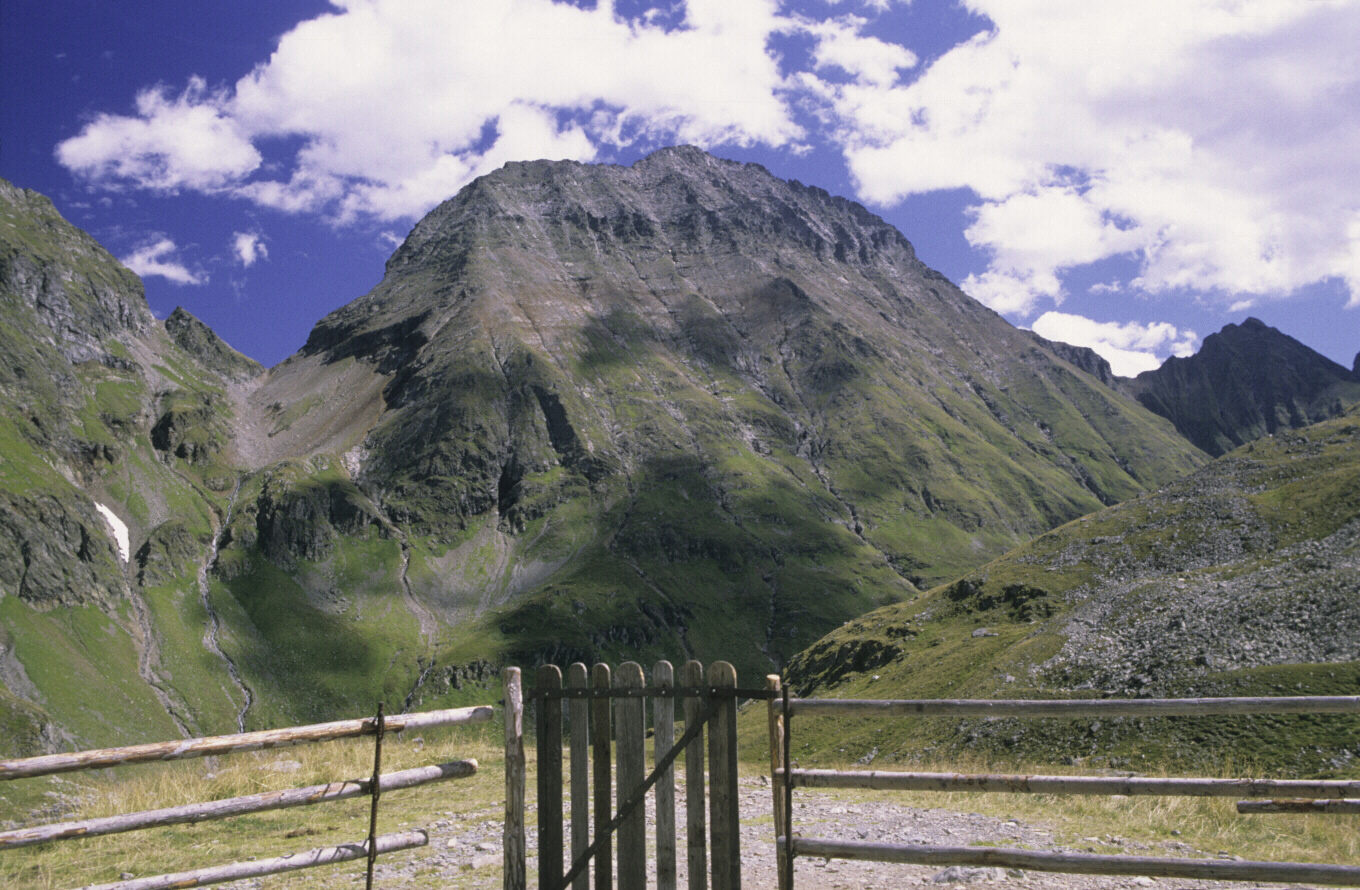
Hochgolling ze západu

Hochgolling je nejvyšší hora pohoří Nízké Taury ležící na území spolkových zemí Štýrsko a Salcbursko v Rakousku. Leží v podcelku Schladmingské Taury na hranicích spolkových zemí Salcbursko a Štýrsko. Na sever, do kotle Gollingwinkel, spadá 1200 metrů vysokou skalní stěnou. Své okolí převyšuje až o několik stovek metrů a tak jsou z něj výborné výhledy na notnou část Rakouska (masiv Dachsteinu, Hochkönig, Totes Gebirge, Vysoké Taury aj.).

## Historie
První výstup na nejvyšší vrchol Nízkých Taur je datován již rokem 1791 dnes již neznámými občany z Tamswegu pod vedením bavorského zeměměřičského inženýra. První výstup dnešní normální cestou provedl v r. 1817 arcivévoda Erzherzog Johann.

## Okolí
Doliny v okolí Hochgollingu jsou velmi dlouhé a tato charakteristika se vztahuje na všechna údolí zabíhající mezi četnými jižními rozsochami hlavního hřebene Nízkých Taur. Tato část hor patří do oblasti Salcburska zvané Lungau. Zde ještě narazíme na folklór a mnohé zvyky a obyčeje se s pravidelností opakují každý rok.

## Výstupová cesta
Sever
Dnešní klasická a nejvíce chozená cesta vede od chaty Gollinghütte ze severu masivu. Ze sedla Gollingscharte je možnost vystoupit na vrchol po severozápadním hřebeni s lezením místy obtížnosti I-II. UIAA. Délka : Riesachfälle – Gollinghütte – Hochgolling (7 hod.) – sestup (6 hod.) Celkem 13 hod.
Jih
Jižní varianta vedoucí dlouhou dolinou Göriachtal je o poznání méně chozená a podstatně delší. Délka : Hintergöriach – Vord. Göriachalm – Hochgolling (8 hod.) – sestup (6,5 hod.) Celkem 14,5 hod. (vhodné rozdělit do dvou dní)

## Chaty
- Gollinghütte (1641 m)
Dřevěná chata ležící takřka pod severní stěnou Hochgollingu na travnaté terase nad údolím. Je majetkem horského spolku Alpenverein (sekce Prein) a k dispozici má 80 lůžek. V provozu je od 15.6. – 30.9.
- Landawirseehütte (1985 m)
Chata pod západním výběžkem hřebene Hochgollingu je majetkem spolku Alpenverein (sekce Lungau). Kapacita je 45 lůžek a 4 místa v zimním prostoru (winterraum). Chata se využívá především při výstupu od jihu.

## Vrcholy
Důležité vrcholy skupiny Schladmingské Taury :
| - Hochgolling (2863 m) - Hochwildstelle (2747 m) - Roteck (2742 m) - Preber (2740 m) - Kasereck (2740 m) - Waldhorn (2702 m) - Deichselspitz (2684 m) - Kieseck (2681 m) - Elendberg (2672 m) - Umlauter (2664 m) | - Zwerfenberg (2642 m) - Greifenberg (2618 m) - Großer Knallstein (2599 m) - Hohes Schareck (2575 m) - Höchstein (2543 m) - Predigtstuhl (2543 m) - Zinkwand (2442 m) - Hauser Kaibling (2015 m) - Hochwurzen (1850 m) |